# Утверждения, эквивалентные аксиоме выбора
В данной статье рассматриваются различные формулировки и доказывается эквивалентность следующих предложений:
- Аксиома выбора
- Теорема Цермело
- Принцип максимума Хаусдорфа
- Лемма Цорна

Эквивалентность этих предложений следует понимать в том смысле, что любого из них, вместе с системой аксиом Цермело — Френкеля (ZF) для теории множеств достаточно, чтобы доказать остальные.

## Лемма Цорна и принцип максимума Хаусдорфа
Формулировки леммы Цорна (англ. Zorn's Lemma).
{\displaystyle {\mathcal {ZL}}_{1}.} Частично упорядоченное множество, в котором любая цепь имеет верхнюю грань, содержит максимальный элемент.
{\displaystyle {\mathcal {ZL}}_{2}.} Если всякая цепь в частично упорядоченном множестве {\displaystyle M} имеет верхнюю грань, то всякий элемент из {\displaystyle M} подчинен некоторому максимальному.
{\displaystyle {\mathcal {ZL}}_{3}.} Пусть семейство множеств {\displaystyle {\mathfrak {M}}} обладает тем свойством, что объединение любой цепи множеств из {\displaystyle {\mathfrak {M}}} есть снова множество этого семейства. Тогда {\displaystyle {\mathfrak {M}}} содержит максимальное множество.
Формулировки принципа максимума Хаусдорфа (англ. Hausdorff Maximal Principle):
{\displaystyle {\mathcal {HM}}_{1}.} В любом частично упорядоченном множестве существует максимальное линейно упорядоченное подмножество
{\displaystyle {\mathcal {HM}}_{2}.} В частично упорядоченном множестве всякая цепь содержится в некоторой его максимальной цепи.
Будем доказывать эквивалентность этих предложений по следующей схеме:
{\displaystyle I.\;{\mathcal {ZL}}_{1}{\Leftrightarrow }{\mathcal {ZL}}_{2}}
Ясно, что {\displaystyle {\mathcal {ZL}}_{1}} следует из {\displaystyle {\mathcal {ZL}}_{2}}, поскольку в {\displaystyle {\mathcal {ZL}}_{2}} утверждается большее: существует максимальный элемент, больший заданного {\displaystyle a}. Обратно, пусть {\displaystyle M} — частично упорядоченное множество, в котором всякая цепь имеет верхнюю грань, и пусть {\displaystyle a\in M}. Применим {\displaystyle {\mathcal {ZL}}_{1}} к множеству {\displaystyle M^{'}=\{m\in M\mid m\geqslant a\}}. Его максимальный элемент {\displaystyle {\overline {a}}} также является и максимальным элементом {\displaystyle M}, и кроме того, удовлетворяет условию {\displaystyle a\leqslant {\overline {a}}}.
{\displaystyle II.\;{\mathcal {ZL}}_{2}{\Rightarrow }{\mathcal {ZL}}_{3}}
Семейство множеств {\displaystyle {\mathfrak {M}}} частично упорядочено по теоретико-множественному отношению включения {\displaystyle \subseteq }. Любая цепь множеств {\displaystyle \{M_{\alpha }\}} имеет верхнюю грань — ей является множество {\displaystyle \bigcup M_{\alpha }}, которое по предположению принадлежит системе {\displaystyle {\mathfrak {M}}}. В силу {\displaystyle {\mathcal {ZL}}_{2}} в семействе есть максимальный элемент, то есть максимальное по включению множество.
{\displaystyle III.\;{\mathcal {ZL}}_{3}{\Rightarrow }{\mathcal {HM}}_{2}}
Пусть {\displaystyle M} — частично упорядоченное множество, {\displaystyle C_{0}} — цепь в {\displaystyle M}, {\displaystyle {\mathfrak {M}}} — множество всех цепей в {\displaystyle M}, содержащих {\displaystyle C_{0}}, упорядоченных по отношению включения. Существование максимальной цепи, содержащей {\displaystyle C_{0}} теперь вытекает из {\displaystyle {\mathcal {ZL}}_{3}}, применительно к {\displaystyle {\mathfrak {M}}}, и того факта, что объединение всех множеств цепи в {\displaystyle {\mathfrak {M}}} («цепи цепей»), снова есть множество из {\displaystyle {\mathfrak {M}}}.
{\displaystyle IV.\;{\mathcal {HM}}_{2}{\Rightarrow }{\mathcal {HM}}_{1}}
Очевидно. {\displaystyle {\mathcal {HM}}_{1}} — частный случай {\displaystyle {\mathcal {HM}}_{2}}, когда исходная цепь — пустое множество {\displaystyle \varnothing }.
{\displaystyle V.\;{\mathcal {HM}}_{1}{\Rightarrow }{\mathcal {ZL}}_{1}}
Пусть {\displaystyle M} — частично упорядоченное множество в условии {\displaystyle {\mathcal {ZL}}_{1}}. Рассмотрим максимальную цепь {\displaystyle C} в {\displaystyle M}, существование которой вытекает из {\displaystyle {\mathcal {HM}}_{1}}. По условию эта цепь имеет верхнюю грань {\displaystyle {\overline {a}}}. Тогда {\displaystyle {\overline {a}}} является максимальным элементом {\displaystyle M}, и кроме того, принадлежит цепи. Предположив противное, мы придем к противоречию с условием максимальности {\displaystyle C}.
Эти рассуждения доказывают эквивалентность принципа максимума Хаусдорфа и леммы Цорна.

## Теорема Цермело
Формулировка теоремы Цермело (англ. Well Ordering Principle)
{\displaystyle {\mathcal {WO}}.} Любое множество можно вполне упорядочить.
{\displaystyle {\mathcal {ZL}}_{1}\Rightarrow {\mathcal {WO}}}
Пусть {\displaystyle M} — произвольное данное множество. Покажем, что его можно вполне упорядочить.
Рассмотрим совокупность {\displaystyle {\mathfrak {M}}} всех пар {\displaystyle \langle A,\leqslant _{A}\rangle }, где {\displaystyle A\subseteq M}, а {\displaystyle \leqslant _{A}} — отношение полного порядка на {\displaystyle A}. На множестве {\displaystyle {\mathfrak {M}}} введем естественное отношение порядка: {\displaystyle \langle B,\leqslant _{B}\rangle } следует за {\displaystyle \langle A,\leqslant _{A}\rangle }, если {\displaystyle \langle A,\leqslant _{A}\rangle } есть начальный отрезок {\displaystyle \langle B,\leqslant _{B}\rangle }, то есть если {\displaystyle A=\{a\in B:a<b\}} для некоторого {\displaystyle b\in B} и на множестве {\displaystyle A} отношения {\displaystyle \leqslant _{B}} совпадает с {\displaystyle \leqslant _{A}}.
Далее докажем два утверждения.
I. В {\displaystyle {\mathfrak {M}}} существует максимальный элемент.
Это следует из {\displaystyle {\mathcal {ZL}}_{1}} и того факта, что если {\displaystyle {\mathfrak {C}}} — цепь в {\displaystyle {\mathfrak {M}}}, то объединение всех элементов {\displaystyle C\in {\mathfrak {C}}} есть также элемент {\displaystyle {\mathfrak {M}}}, который является верхней гранью цепи {\displaystyle {\mathfrak {C}}}.
II. Если {\displaystyle \langle A,\leqslant _{A}\rangle } — максимальный элемент, то {\displaystyle A=M}. Если бы {\displaystyle M\setminus A} было непусто, то взяв какой-нибудь элемент {\displaystyle b\in M\setminus A}, и положив {\displaystyle b>a} для любого {\displaystyle a\in A}, мы получили бы вполне упорядоченное множество {\displaystyle A\cup \{b\}}, начальным отрезком которого является {\displaystyle A}. Это противоречит предположению о максимальности {\displaystyle \langle A,\leqslant _{A}\rangle }.
Таким образом, мы имеем вполне упорядоченное множество {\displaystyle \langle M,\leqslant _{M}\rangle }. Что и требовалось доказать.
{\displaystyle {\mathcal {WO}}\Rightarrow {\mathcal {HM}}_{1}}
Пусть {\displaystyle \langle M,\preceq \rangle } — частично упорядоченное множество. В силу теоремы Цермело множество {\displaystyle M} можно вполне упорядочить. Пусть {\displaystyle \leqslant } — отношение вполнеупорядочивания на {\displaystyle M}.
Определим разбиение множества {\displaystyle M} на два подмножества {\displaystyle C} и {\displaystyle {\overline {C}}} индукцией по вполне упорядоченному множеству {\displaystyle \langle M,\leqslant \rangle } (такой способ также называется транфинитной рекурсией).
Пусть {\displaystyle a\in M} и все элементы {\displaystyle b<a} уже отнесены либо к {\displaystyle C}, либо к {\displaystyle {\overline {C}}}. Отнесем {\displaystyle a} к {\displaystyle C}, если он сравним со всеми элементами {\displaystyle C}; в противном случае отнесем его к {\displaystyle {\overline {C}}}.
Проводя таким образом индуктивное построение по вполне упорядоченному множеству {\displaystyle \langle M,\leqslant \rangle } мы получим множества {\displaystyle C} и {\displaystyle {\overline {C}}}. Как видно из построения {\displaystyle C} — цепь в {\displaystyle \langle M,\preceq \rangle }. Кроме того ясно что она является максимальной. Таким образом, мы доказали принцип максимума Хаусдорфа.

## Аксиома выбора
Формулировка аксиомы выбора (англ. Axiom of Сhoice).
{\displaystyle {\mathcal {AC}}.} Для всякого семейства непустых множеств {\displaystyle \{S_{\alpha }\},\alpha \in A} существует функция выбора {\displaystyle f}, то есть {\displaystyle \forall \alpha \;f(\alpha )\in S_{\alpha }}
Достаточно доказать, эквивалентность {\displaystyle {\mathcal {AC}}} одному из предложений {\displaystyle {\mathcal {ZL}},{\mathcal {HM}},{\mathcal {WO}}}. Однако ниже приведены несколько доказательств. 
{\displaystyle {\mathcal {AC}}\Rightarrow {\mathcal {WO}}}
См. книгу Хаусдорфа, или Куроша
{\displaystyle {\mathcal {AC}}\Rightarrow {\mathcal {HM}}}
Рассуждение аналогичное тому, что использовалось при доказательстве {\displaystyle {\mathcal {AC}}\Rightarrow {\mathcal {WO}}}.
{\displaystyle {\mathcal {WO}}\Rightarrow {\mathcal {AC}}}
Упорядочим каждое {\displaystyle \{S_{\alpha }\}}, и затем определим функцию выбора как минимальный элемент множества:
{\displaystyle f(\alpha )=\min S_{\alpha }}
{\displaystyle {\mathcal {ZL}}\Rightarrow {\mathcal {AC}}}
См. книгу Куроша